# Rising-Star-Höhle
Die Rising-Star-Höhle (englisch: Rising Star Cave; wörtlich: „Aufgehender-Stern-Höhle“) ist eine südafrikanische Fundstätte von Fossilien im Gebiet des UNESCO-Welterbes Cradle of Humankind, unweit von Krugersdorp. Im September 2013 wurde in dem Höhlensystem eine Passage entdeckt, die „zu einer spektakulären Fundstelle von Homininenknochen“ führt.

## Lage
Das Rising-Star-Höhlensystem befindet sich im Tal des Flusses Bloubank, 2,2 Kilometer westlich der Fossilienfundstätte Sterkfontein. Das Höhlensystem wurde in einer 10 bis 20 Meter mächtigen Gesteinsschicht aus Dolomit ausgewaschen und erstreckt sich (Stand: 2015) über eine Fläche von 250 × 150 Metern. Der Fossilien führende, als Dinaledikammer (seSotho-Plural, deutsch etwa „Sternenkammer“; UW-101 oder U.W.101) bezeichnete Abschnitt der Höhle befindet sich 30 Meter unter dem heutigen Erdboden und ist ca. 80 Meter vom nächsten Höhleneingang entfernt. Der Zugang zu dieser Kammer ist schwierig, insbesondere deshalb, weil ein bloß 20 Zentimeter breiter Engpass zu passieren ist. Der Bergung der Fossilien ging daher ein Aufruf über Facebook, Twitter und LinkedIn voraus, in dem „winzige und schmale“ Helfer gesucht und gefunden wurden. Im Juli 2022 gelang auch Lee Berger ein Besuch in der Dinaledikammer, nachdem er zuvor mehr als 20 Kilogramm abgenommen hatte.

## Fossilienfunde
Unter der Leitung von Lee Berger wurden aus der Dinaledi-Kammer seit 2013 mehrere hundert Knochen sowohl vom Kopf als auch vom Körper unterhalb des Kopfes geborgen. Sie stammen von mindestens 15 Individuen und wurden von ihren Entdeckern – trotz fehlender Datierung – in die stammesgeschichtliche Nähe der frühen Vorfahren des anatomisch modernen Menschen (Homo sapiens) gestellt, obwohl die Funde anhand von Kalkauflagerungen hätten datiert werden können.
Im September 2015 veröffentlichten Lee Berger und sein Team, noch bevor eine Datierung vorgenommen worden war, eine wissenschaftliche Beschreibung der Funde, worin diese der neu eingeführten Art Homo naledi (naledi seSotho-Singular, deutsch „Stern-Mensch“) zugeschrieben wurden.
Anhand anatomischer Besonderheiten war für diese Funde 2014 zunächst ein mittels der Anatomie geschätztes Alter von 1,5 bis 2 Millionen Jahren benannt worden, das jedoch im Jahr 2017 widerrufen wurde, nachdem endlich eine geologische Datierung stattgefunden hatte: Demnach sind die Kalksinterablagerungen, denen die Fossilien zugeordnet werden können, 335.000 bis 236.000 Jahre alt.
Die mehr als 1500 zwischen 2013 und 2014 gefundenen Knochen stammen von einer ein mal ein Meter großen Grabung mit einer kumulierten Höhe von 20 cm, diese Grabungsfläche enthielt weder Steinwerkzeuge noch Knochen von Tieren.
Im Jahr 2017 wurden die Entdeckung weiterer Fossilien bekannt gegeben, die rund 100 Meter entfernt von der Dinaledi-Kammer in einer zweiten Kammer – genannt Lesedi-Kammer (UW-102 oder U.W.102) – gefunden worden waren. Es handelt sich dabei um die Überreste von drei Individuen, darunter der gut erhaltene Schädel LES1 eines Erwachsenen und das bemerkenswert vollständige Skelett Neo, ebenfalls eines Erwachsenen.

## Hinweise auf Feuernutzung
Im Dezember 2022 gab Lee Berger bei einem Vortrag bekannt, im Rising-Star-System seien jüngst an vielen Stellen Überreste von Feuerstellen gefunden worden, insbesondere an strategischen Stellen wie Abzweigungen. An den vermuteten Feuerstellen hätten sich auch verkohlte Tierknochen gefunden. In der Dinaledi-Kammer, dem Ort mit der größten Ansammlung von Skeletten, sei die Decke mit Ruß bedeckt. Datierungen der Feuerstellen und des Rußes sowie eine wissenschaftliche Veröffentlichung dazu stünden noch aus. Ein ganz zu Beginn der Ausgrabungen gefundenes Stück Holzkohle sei damals als sehr jung datiert und daher abgetan worden, nun aber vermutet Berger aufgrund der neuen Funde, dass Homo naledi die dokumentierte Feuernutzung betrieben hat und nicht andere Menschenarten. 

## UW-105
Auf dem Rising-Star-Gelände wird inzwischen nahe dem Rising-Star-Höhlensystem eine weitere Höhle, UW-105 (U.W.105), erforscht, die reich an Fossilien ist. Nach vorläufigen Untersuchungen scheint diese keine Verbindung zum Rising-Star-System zu haben, obwohl sie nur ca. 110 Meter von den südlichsten Teilen dieses Systems entfernt ist. Es handelt sich um ein größeres Höhlensystem, bestehend aus drei Hauptkammern und einer Reihe kleinerer Kammern, Gänge und Senkgruben. Es gibt mindestens zwei Blöcke mit Fossilien, viele eingebacken in den Wänden, aber auch am Boden. Gefunden wurde bisher – Stand: Ende 2020 – das Fragment eines Unterkiefers (lateinisch mandibula) eines relativ jungen Individuums mit einem dritten und zweiten Molaren und dem Abdruck eines ersten Molaren, der aber herausgefallen ist. Dem ersten Anschein nach handelt es sich weder um Homo naledi noch um Australopithecus sediba. Ein weiteres Fossil gehört zu einem sichtlich älteren Erwachsenen. Das erste Fossil (Unterkiefer) lag auf dem Boden. Es war zuvor nicht aufgefallen, obwohl in der Höhle 2015 Dreharbeiten zu einem Horrorfilm stattgefunden hatten.
Die Ausgrabungen, über die erstmals im August 2020 im Rahmen der Öffentlichkeitsarbeit von Lee Berger berichtet wurde, werden erschwert durch die COVID-19-Pandemie, weshalb spezielle Anpassungen nötig waren. Ein Modell des unterirdischen Höhlensystems wird an der Oberfläche in einem offenen Bereich daneben nachgebildet. Die exakte Datierung der gefundenen Fossilien dauert noch an.

## Galerie

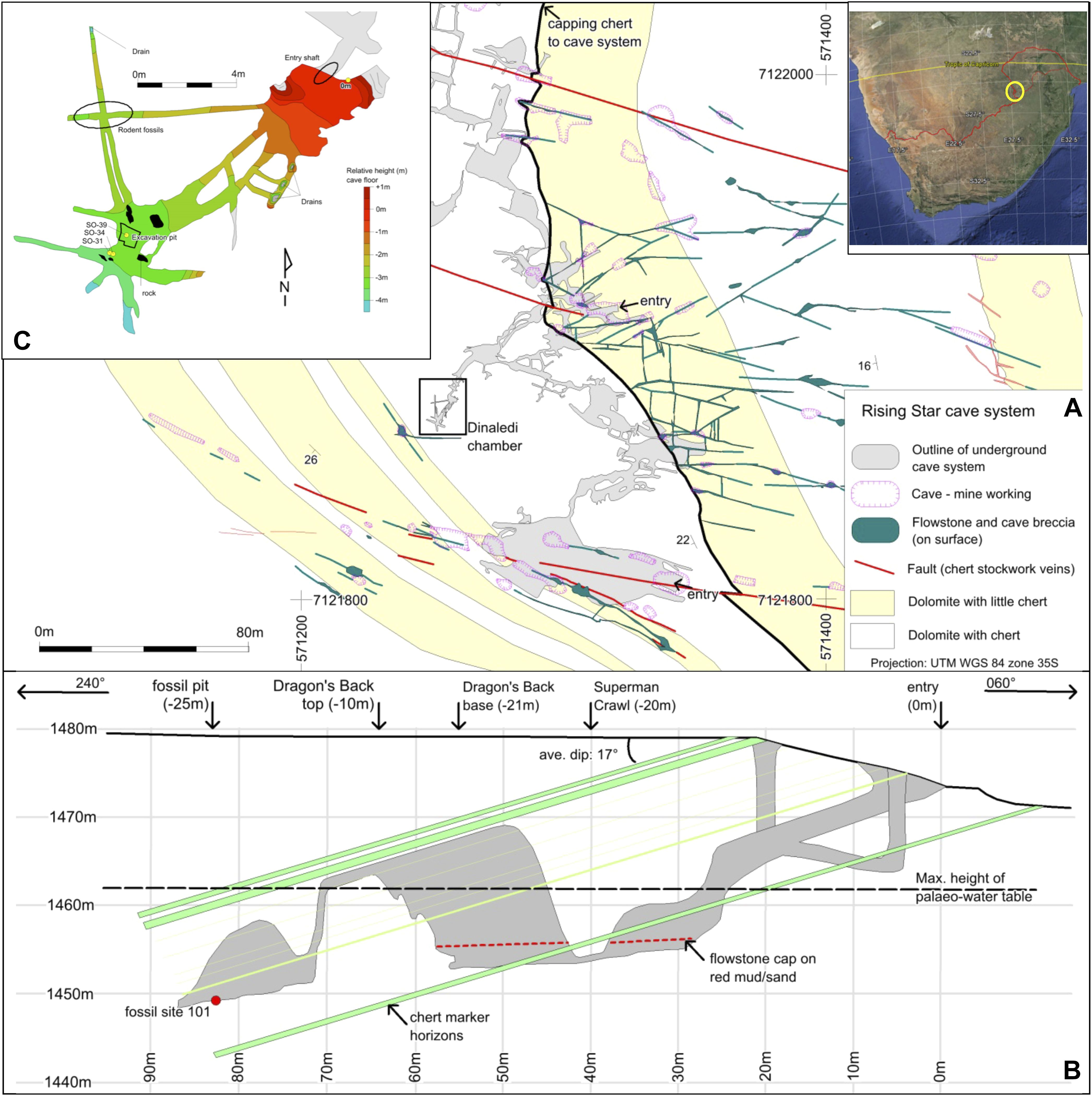
Geologische Karte und Höhlenplan
Schematische Darstellung der Rising-Star-Höhle
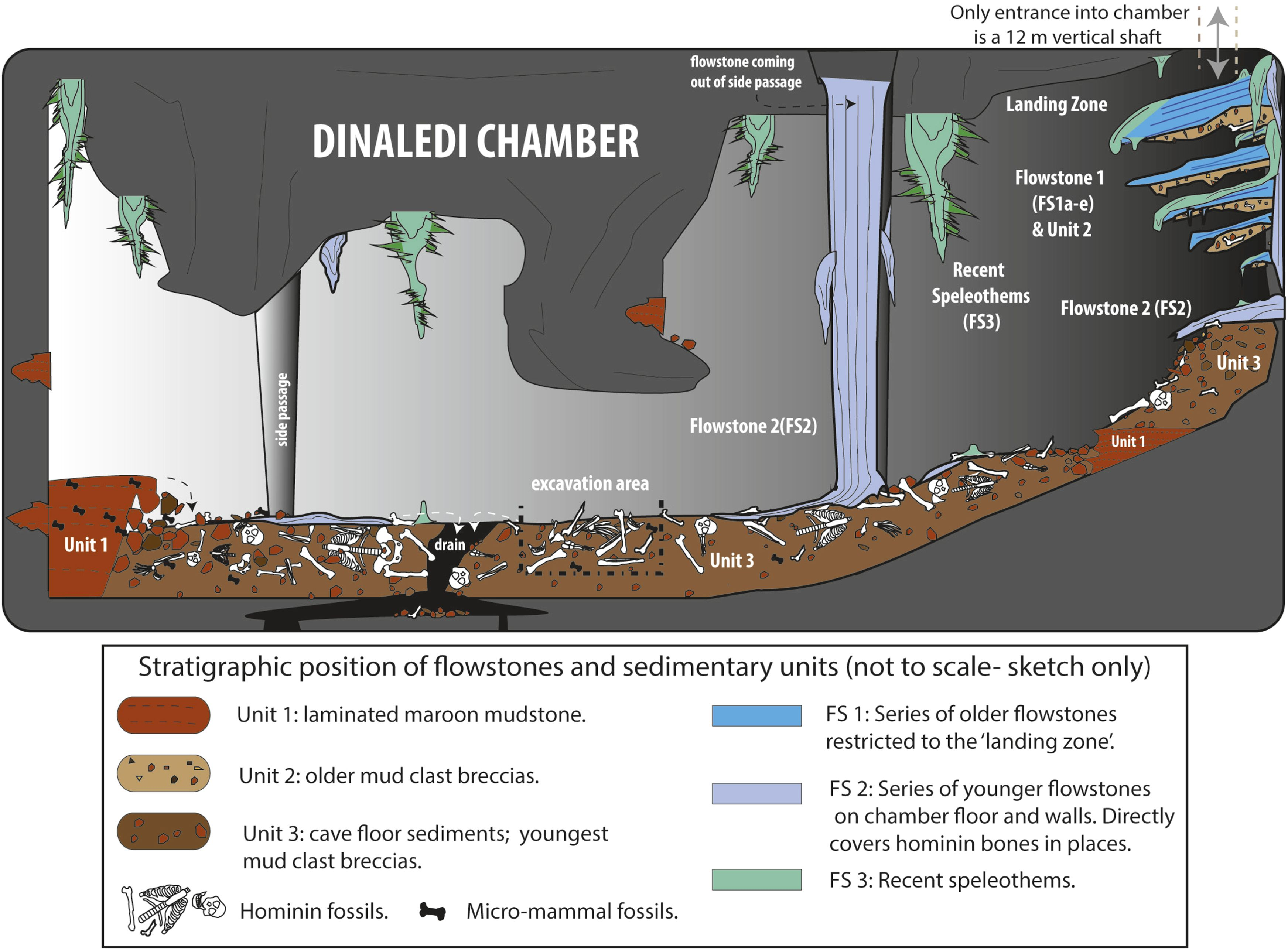
Die Dinaledikammer, Fundort des Homo naledi
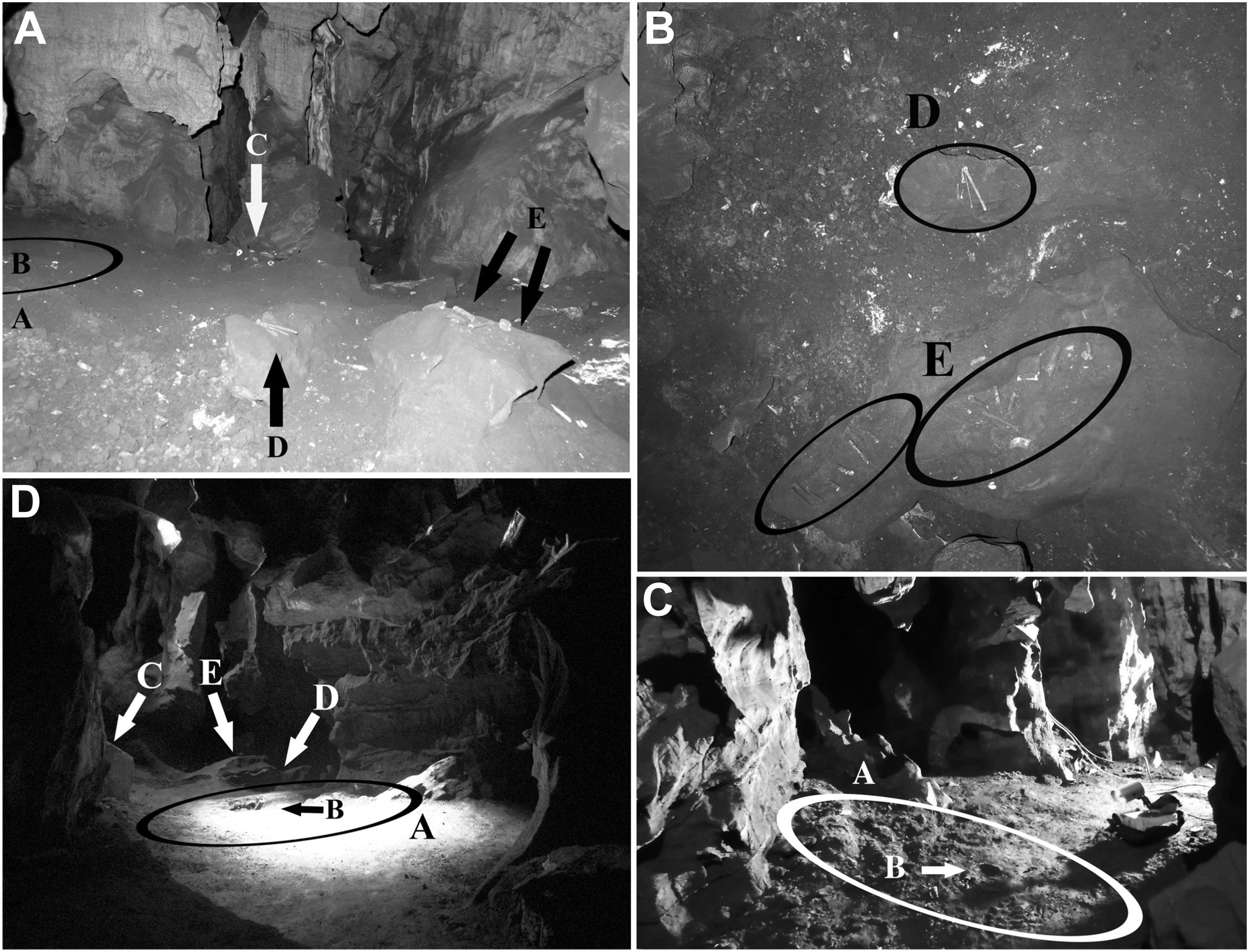
Verschiedene Ansichten der Dinaledikammer
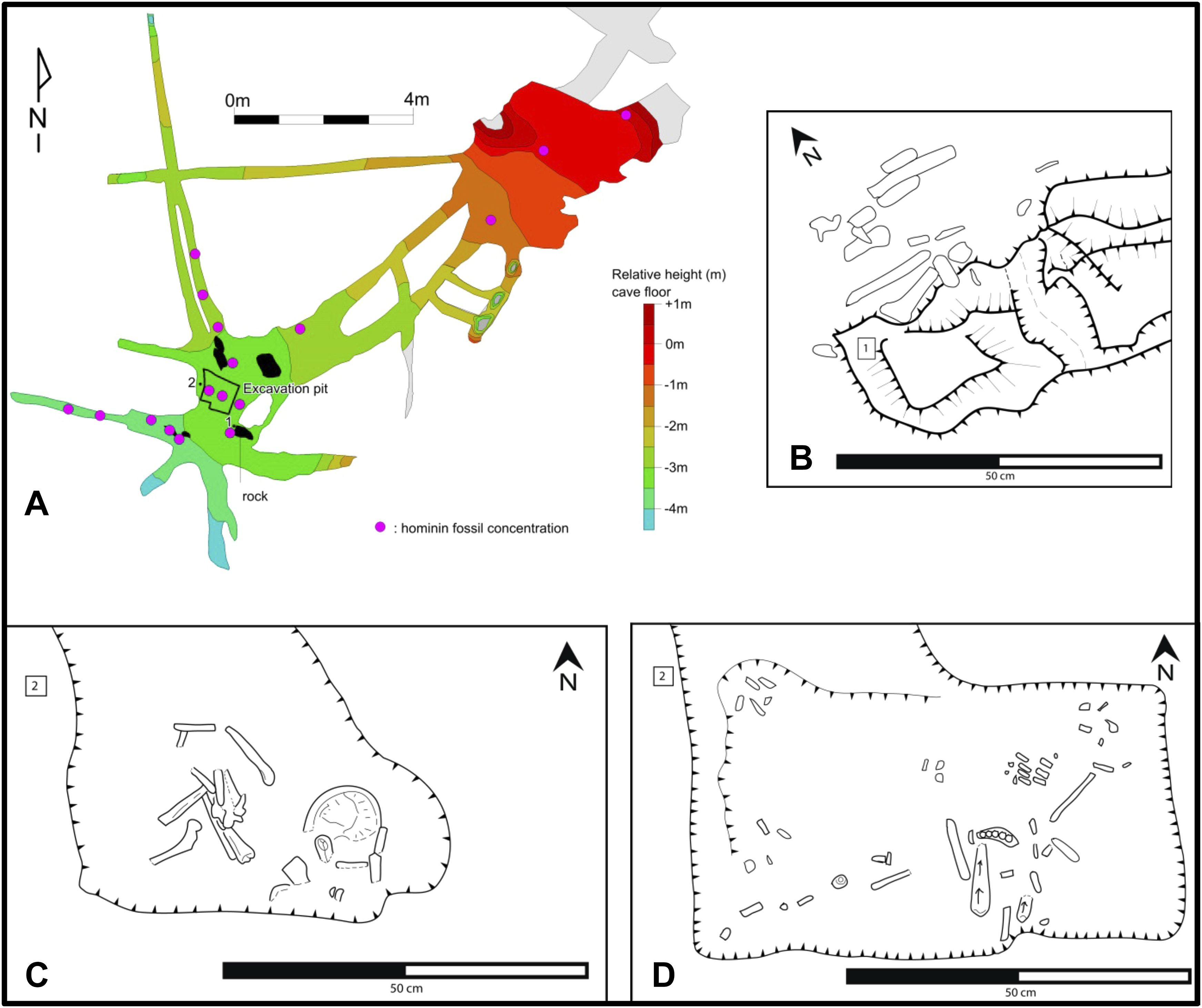
Detailkarte der Dinaledikammer
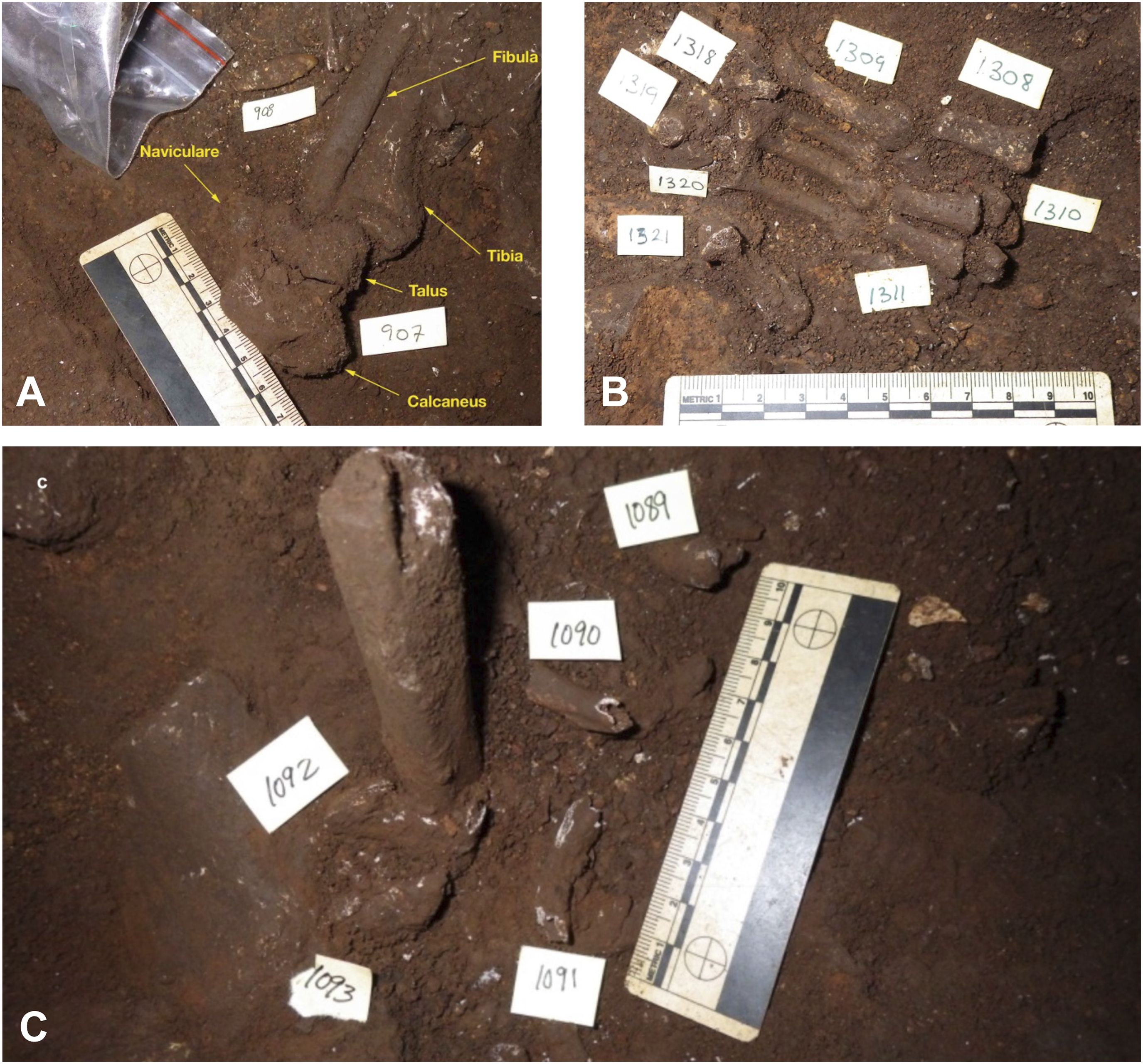
Fundsituation einiger Knochen
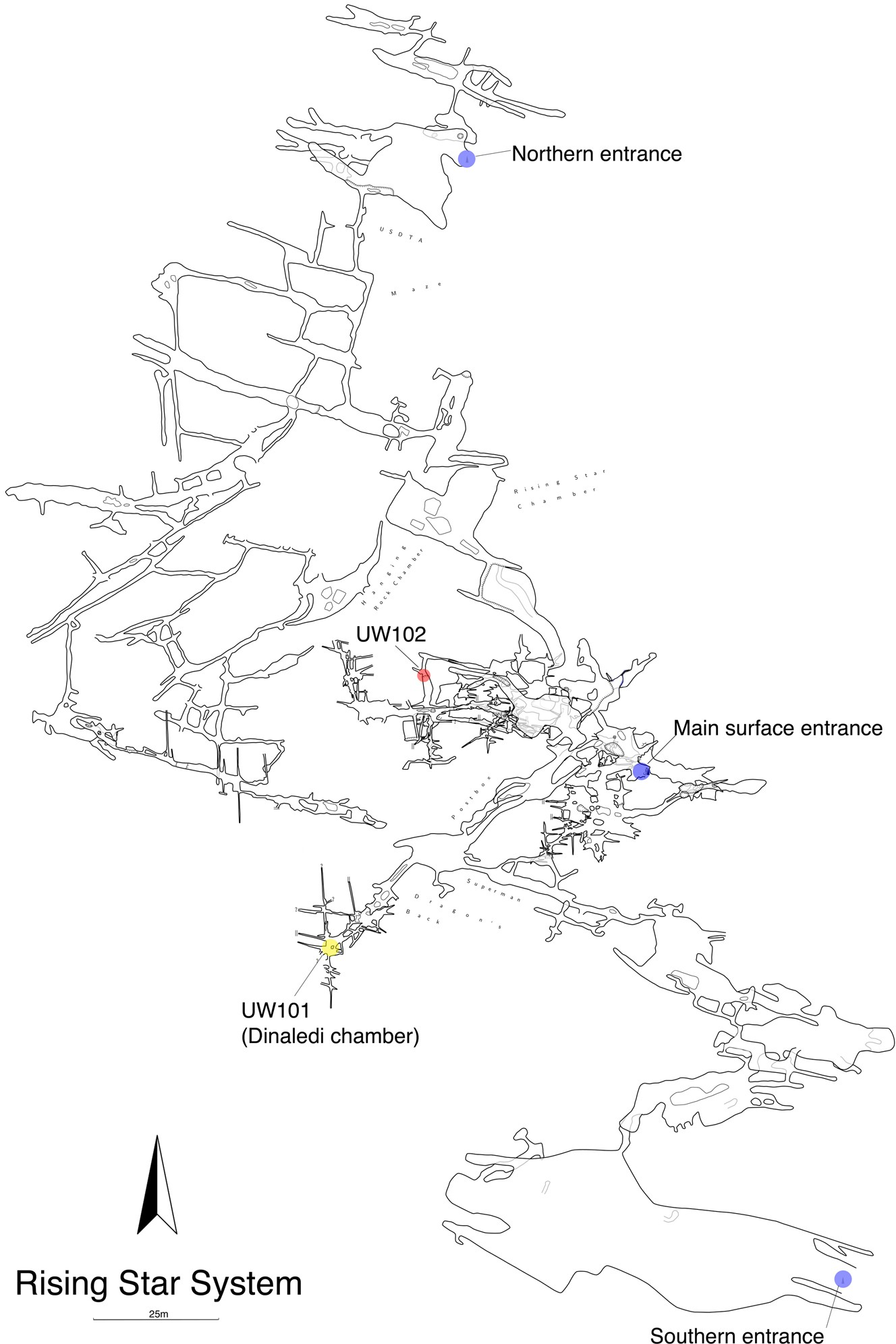
Höhlenplan von 2017

## Belege
1. ↑  Menschwerdung in neuem Licht. Auf: spektrum.de vom 12. Dezember 2014.
2. ↑  Paul HGM Dirks et al.: Geological and taphonomic context for the new hominin species Homo naledi from the Dinaledi Chamber, South Africa. In: eLife. 2015; 4:e09561, doi:10.7554/eLife.09561.
3. ↑   New human species discovered. Auf: sciencemag.org vom 10. September 2015, doi:10.1126/science.aad1728. Im Original: „tiny and small, specialised cavers and spelunkers with excellent archaeological, palaeontological and excavation skills.“
4. ↑  Can old bones in dark caves provide fresh inspiration for conservationists? Auf: ogresearchconservation.org vom 13. Oktober 2022.
5. 1 2  Lee R. Berger et al.: Homo naledi, a new species of the genus Homo from the Dinaledi Chamber, South Africa. In: eLife. 2015; 4:e09560, doi:10.7554/eLife.09560.
6. ↑  A major discovery in human evolution. Auf: isthmus.com vom 17. September 2014, zuletzt aufgerufen am 17. März 2022.
7. ↑  Anthropologist, ‘underground astronaut’ strike fossil gold in South Africa dig. Auf: news.wisc.edu (University of Wisconsin Medison) vom 6. Dezember 2013, zuletzt aufgerufen am 17. März 2022.
8. ↑  Nächste Etappe der „Rising Star“ -Expedition. Auf: deutschlandfunk.de vom 2. April 2014, zuletzt abgerufen am 17. März 2022.
9. ↑  Paul HGM Dirks et al.: The age of Homo naledi and associated sediments in the Rising Star Cave, South Africa. In: eLife. 2017;6:e24231, doi:10.7554/eLife.24231.
10. ↑  News from the Field: Cave fossils in South Africa and France (Memento vom 15. September 2015 im Internet Archive). Im Original publiziert von Trenton Holliday, Professor und Chair of Anthropology der Tulane University am 6. Juni 2014.
11. ↑  John Hawks, Marina Elliott, Peter Schmid, Steven E. Churchill et al.: New fossil remains of Homo naledi from the Lesedi Chamber, South Africa. In: eLife. 2017; 6: e24232, doi:10.7554/eLife.24232, Volltext, Fig. 2.
12. ↑  Darryl J. de Ruiter et al.: Homo naledi cranial remains from the Lesedi chamber of the rising star cave system, South Africa. In: Journal of Human Evolution. Band 132, 2019, S. 1–14, doi:10.1016/j.jhevol.2019.03.019, Volltext.
13. ↑  Colin Barras: Meet ‘Neo’, the most complete skeleton of Homo naledi ever found. Auf: newscientist.com vom 9. Mai 2017.
14. ↑  Lee Berger: The Future of Exploration in the Greatest Age of Exploration, relevante Aussagen ab 37:41. Vortrag bei Carnegie Science, Washington, D.C., am 1. Dezember 2022.
15. ↑  Michael Marshall: Treasure trove of ancient human remains hint at undiscovered species. Auf: new scientist.com vom 31. Dezember 2020.
16. ↑  Ragna Redelstorff, Lee Berger: Excavation of UW 105. Grabungslizenz, auf: sahra.org.za vom 14. August 2020.
17. ↑  Niall Higgins: Wits paleoanthropologists unearth new hominid site. Auf: witsvuvuzela.com vom 31. August 2020. Quelle: Lee Berger, Zandile Ndaba.
18. ↑  Shaun Smillie: Fossil find on cave site of B-grade horror movie set. Auf: iol.co.za (Saturday Star) vom 7. September 2020. Quelle: Lee Berger.
19. ↑  Live-Ausgrabung menschlicher Fossilien in Südafrika. Auf: deutschlandfunk.de vom 26. August 2020.
20. ↑  Keneiloe Molopyane: Taking the world on our journey of discovery: UW 105. Auf: maropeng.co.za (Maropeng and Sterkfontein Caves) vom 21. Dezember 2020.